# وناگان هیلز، استرالیای غربی
وناگان هیلز (به انگلیسی: Wongan Hills) یک شهرک در استرالیا است که در Shire of Wongan-Ballidu واقع شده‌است.